# منطقه صنعتی شویخ
منطقه صنعتی شویخ (عربی: الشويخ المنطقة الصناعية) یک منطقه صنعتی و مسکونی در کشور کویت است.